# Zachraňte koně
Zachraňte koně je první a komerčně nejúspěšnější studiové album brněnské skupiny Kamelot. Bylo vydáno v roce 1990 agenturou Wenkow. Za více než 96 000 prodaných nosičů bylo oceněno multiplatinovou deskou. Titulní píseň Zachraňte koně se stala Hitem desetiletí ve folk a country hudbě..

## Obsazení
Album bylo nahráno u firmy CS-Sound ve studiu Jalovec. výjimku tvoří píseň č. 13, která byla nahrána ve studiu "V" Ivo Viktorína. Autorem všech textů je Roman Horký, až na hudbu k písni č. 9 (Bella a Sebastián) je také skladatelem všech písní. Obsazení skupiny:
- Roman Horký – sólo kytara, sólo zpěv (skladby 3, 6, 7, 8, 10, 11, 14)
- Radek Michal – kytara, sólo zpěv (2, 4, 5, 7, 10, 12, 14)
- Věra Horká – sólo zpěv (1, 5, 9, 13, 14)
- Jaroslav Zoufalý – congo, percussion, zpěv
- Vladimír Chromeček – baskytara, kontrabas, zpěv
- Petr Klán – syntezátor, jako host
- Dětský sbor ve složení Soňa Hotárková, Jana Seidlová, Ivona Havelková a Sylvie Talandová – jako hosté

## Skladby
1. Zpátky o pár let
2. Cikáni
3. Přístav
4. Amulet
5. Čas rozchodů
6. Dík, pane Foglar
7. Zachraňte koně
8. Psáno na březové kůře
9. Bella a Sebastian
10. Adler
11. Zatmění
12. Věrňák
13. Setři si slzy z očí
14. Velká voda